# Europride
Europride er en årlig festival for homoseksulle. Festivalen arrangeres i forskellige europæiske byer, For det meste er det byer, der allerede har et etableret Pride-arrangement. Festivalen afholdes over 1-2 uger, og afsluttes med en stor parade gennem værtsbyens gader. Europride har fundet sted to gange i Danmark: i 1996 og i 2021, hvor det var en del af WorldPride og Euro Games.

## Værtsbyer
- 1992 – London: 100.000 deltog i den første Europride.
- 1993 – Berlin
- 1994 – Amsterdam: Europride fik et underskud på 450.000 euro
- 1995 – På grund af dårlig økonomi, blev der ikke arrangeret Europride i 1995.
- 1996 – København: Europride kom til Danmark, og fik stor succes. Faktisk lykkedes det de danske arrangører at skabe et stort overskud.
- 1997 – Paris: over 300.000 deltog i paraden til bastillen
- 1998 – Stockholm
- 1999 – London skulle igen have arrangeret Europriden, men måtte aflyse da arrangørerne gik konkurs.
- 2000 – Rom (WorldPride)
- 2001 – Wien
- 2002 – Köln: Den hidtil største Europride med omkring 1 million deltagere.
- 2003 – Manchester
- 2004 – Hamburg
- 2005 – Oslo
- 2006 – London
- 2007 – Madrid
- 2008 – Stockholm
- 2009 – Zürich
- 2010 – Warszawa
- 2011 – Rom
- 2012 – London (WorldPride)
- 2013 – Marseille
- 2014 – Oslo
- 2015 – Riga
- 2016 – Amsterdam
- 2017 – Madrid (WorldPride)
- 2018 – Stockholm og Gøteborg
- 2019 – Wien
- 2020 – planlagt: Thessaloniki men aflyst pga. corona-pandemien
- 2021 – København og Malmø (WorldPride)
- 2022 – Beograd
- 2023 – Valletta
- 2024 – Thessaloniki
- 2025 – Lissabon
- 2026 – Amsterdam (WorldPride)
- 2027 – Torino